# Økonomisystem
Økonomisystemer referer oftest til software, der benyttes i forbindelse med regnskabsføring og rapportering af finansielle resultater. Indgår i den bredere kategori af forretningssystemer og benævnes ofte som Enterprise Resource Planning (ERP) applikationer. Alt efter systemets opsætning og konfigurering kan økonomisystemer udover fakturering m.m. håndtere forskellige funktioner som indkøb, løn, produktion og planlægning.
De fleste økonomisystemer i Danmark leveres af et antal udenlandske leverandører, der kan have flere økonomisystemer
De mest udbredte økonomisystemer i Danmark er oprindeligt udviklet i Danmark og ejet af danskere, men efterfølgende solgt til udenlandske ejere.
Udbredte økonomisystemer omfatter bl.a.:
- Microsoft Dynamics NAV (Navision), AX (Axapta) og C5
- SAP R/3, SAP Business One, S/4 Hana og SAP Business ByDesign
- Oracle E-Business Suite, JD Edwards, ERP Cloud og NetSuite
- Visma, ejer bl.a. E-conomic.dk og Dinero - online økonomisystem
- IFS Applications
- Infor M3
- En lang række ERP-, regnskabs- og/eller økonomisystemer er stadig dansk udviklet og ejet af danskere, fx Key Balance, Uni Conta, Brugerdata, Winfinans,